# Temporada de MotoGP de 2026
A Temporada do Campeonato Mundial de Motovelocidade de 2026 será a 78ª edição do campeonato promovido pela F.I.M., o mais alto nível de competição em corridas de rua de motocicletas.

## Calendário
Os seguintes Grandes Prêmios estão previstos para 2026.
| Prova | Data           | Grande Prêmio                          | Circuito                                                        | Ref.   |
| ----- | -------------- | -------------------------------------- | --------------------------------------------------------------- | ------ |
| 1     | 1 de março     | Grande Prêmio da Tailândia             | Circuito Internacional de Buriram, Buriram                      | [ 2 ]  |
| 2     | 22 de março    | Grande Prêmio do Brasil                | Autódromo Internacional Ayrton Senna, Goiânia                   | [ 3 ]  |
| 3     | 29 de março    | Grande Prêmio das Américas             | COTA, Austin                                                    | [ 4 ]  |
| 4     | 12 de abril    | Grande Prêmio do Catar                 | Circuito Internacional de Lusail, Lusail                        | [ 5 ]  |
| 5     | 26 de abril    | Grande Prêmio de Espanha               | Circuito de Jerez – Ángel Nieto, Jerez de la Frontera           | [ 6 ]  |
| 6     | 10 de maio     | Grande Prêmio de França                | Circuito de Bugatti, Le Mans                                    | [ 7 ]  |
| 7     | 17 de maio     | Grande Prêmio da Catalunha             | Circuito de Barcelona-Catalunha, Montmeló                       | [ 8 ]  |
| 8     | 31 de maio     | Grande Prêmio de Itália                | Autódromo Internacional de Mugello, Scarperia e San Piero       | [ 9 ]  |
| 9     | 7 de junho     | Grande Prêmio da Hungria               | Circuito do Parque Balaton, Balatonfőkajár                      | [ 10 ] |
| 10    | 21 de junho    | Grande Prêmio da Chéquia               | Circuito de Brno, Brno                                          | [ 11 ] |
| 11    | 28 de junho    | Grande Prêmio dos Países Baixos        | TT Circuit Assen, Assen                                         | [ 12 ] |
| 12    | 12 de julho    | Grande Prêmio da Alemanha              | Sachsenring, Hohenstein-Ernstthal                               | [ 13 ] |
| 13    | 9 de agosto    | Grande Prêmio da Grã-Bretanha          | Circuito de Silverstone, Silverstone                            | [ 14 ] |
| 14    | 30 de agosto   | Grande Prêmio de Aragão                | Motorland Aragón, Alcañiz                                       | [ 15 ] |
| 15    | 13 de setembro | Grande Prêmio de San Marino            | Misano World Circuit Marco Simoncelli, Misano Adriatico         | [ 16 ] |
| 16    | 20 de setembro | Grande Prêmio da Áustria               | Red Bull Ring, Spielberg                                        | [ 17 ] |
| 17    | 4 de outubro   | Grande Prêmio do Japão                 | Mobility Resort Motegi, Motegi                                  | [ 18 ] |
| 18    | 11 de outubro  | Grande Prêmio da Indonésia             | Circuito Urbano Internacional de Mandalika Pertamina, Mandalika | [ 19 ] |
| 19    | 25 de outubro  | Grande Prêmio da Austrália             | Circuito do Grande Prêmio de Phillip Island, Ilha Phillip       | [ 20 ] |
| 20    | 1 de novembro  | Grande Prêmio da Malásia               | Circuito Internacional de Sepang Petronas, Selangor             | [ 1 ]  |
| 21    | 15 de novembro | Grande Prêmio de Portugal              | Autódromo Internacional do Algarve, Portimão                    | [ 21 ] |
| 22    | 22 de novembro | Grande Prêmio da Comunidade Valenciana | Circuito Ricardo Tormo, Valência                                | [ 22 ] |

## MotoGP

### Pilotos e Equipes
| Construtor                           | Equipe  | Moto             | #   | Piloto                                     |
| ------------------------------------ | ------- | ---------------- | --- | ------------------------------------------ |
| Aprilia Racing                       | Aprilia | RS-GP26          | 72  | Marco Bezzecchi                            |
| Aprilia Racing                       | Aprilia | RS-GP26          | 89  | Jorge Martín                               |
| Trackhouse MotoGP Team               | Aprilia | RS-GP26          | 25  | Raúl Fernández                             |
| Trackhouse MotoGP Team               | Aprilia | RS-GP26          | 79  | Ai Ogura                                   |
| Ducati Lenovo Team                   | Ducati  | Desmosedici GP26 | 63  | Francesco Bagnaia                          |
| Ducati Lenovo Team                   | Ducati  | Desmosedici GP26 | 93  | Marc Márquez                               |
| Pertamina Enduro VR46 Racing Team    | Ducati  | Desmosedici GP26 | 49  | Fabio Di Giannantonio                      |
| Pertamina Enduro VR46 Racing Team    | Ducati  | Desmosedici GP25 | TBA | TBA                                        |
| BK8 Gresini Racing MotoGP            | Ducati  | Desmosedici GP25 | 54  | Fermín Aldeguer                            |
| BK8 Gresini Racing MotoGP            | Ducati  | Desmosedici GP25 | 73  | Álex Márquez                               |
| Castrol Honda LCR Idemitsu Honda LCR | Honda   | RC213V           | TBA | TBA                                        |
| Castrol Honda LCR Idemitsu Honda LCR | Honda   | RC213V           | TBA | TBA                                        |
| Honda HRC Castrol                    | Honda   | RC213V           | 10  | Luca Marini                                |
| Honda HRC Castrol                    | Honda   | RC213V           | 36  | Predefinição:Country data SPA Joan Mir     |
| Red Bull KTM Factory Racing          | KTM     | RC16             | 33  | Brad Binder                                |
| Red Bull KTM Factory Racing          | KTM     | RC16             | 37  | Predefinição:Country data SPA Pedro Acosta |
| Red Bull KTM Tech3                   | KTM     | RC16             | 12  | Maverick Viñales                           |
| Red Bull KTM Tech3                   | KTM     | RC16             | 23  | Enea Bastianini                            |
| Monster Energy Yamaha MotoGP Team    | Yamaha  | YZR-M1           | 20  | Fabio Quartararo                           |
| Monster Energy Yamaha MotoGP Team    | Yamaha  | YZR-M1           | 42  | Predefinição:Country data SPA Álex Rins    |
| Prima Pramac Yamaha MotoGP           | Yamaha  | YZR-M1           | 88  | Miguel Oliveira                            |
| Prima Pramac Yamaha MotoGP           | Yamaha  | YZR-M1           | TBA | Toprak Razgatlıoğlu                        |

| Legenda           | Legenda |
| ----------------- | ------- |
| Piloto Regular    |         |
| Piloto substituto |         |
| Piloto Wildcard   |         |

Todas as equipes usam pneus Michelin construídos especificamente para a competição.